# Barbara Enright
Barbara Enright (Los Angeles, 19 agosto 1949) è una giocatrice di poker statunitense.
Dal 2008 fa parte del Poker Hall of Fame.
Vincitrice di tre braccialetti delle WSOP, è la prima ed unica donna ad aver mai raggiunto il tavolo finale nel Main Event delle World Series of Poker: accadde alle WSOP 1995, anno in cui arrivò al 5º posto.
È inoltre la prima donna ad aver vinto un torneo "open" (cioè aperto alla partecipazione di uomini e donne) alle WSOP.

## Braccialetti delle WSOP
| Anno | Torneo                  | Premio   |
| ---- | ----------------------- | -------- |
| 1986 | Women's Seven Card Stud | $16.400  |
| 1994 | Women's Seven Card Stud | $38.400  |
| 1996 | Pot Limit Hold'em       | $180.000 |